# Єстонці
Єсто́нці (ест. jeestlased, jeestlane [ˈjeːstlɑsɛd]) — принизливий епітет для історично етнічних естонців, привезених з Росії в Естонію після Другої світової війни, щоб укомплектувати політичні структури Радянської Естонії кадрами, лояльними Москві. Хоча їх етнічна приналежність була естонською, вони росли в російському або радянському середовищі, і для багатьох основною мовою була не естонська, а російська (естонська рідна мова була другою мовою), що, в свою чергу, змусило їх застосовувати правила російської вимови до текстів естонською мовою, які вони мали публічно зачитувати у своїх виступах.
Таким чином, цей термін відноситься до сильного російського акценту цих людей і їх практичної нездатності говорити естонською. Щоб пом'якшити це, вони неминуче читали свої промови «з папірця», але слова для позначення естонців неправильно вимовлялися від eestlased до jeestlased [yeestlɑsed], що стало джерелом походження епітета. Російський акцент був настільки помітним, що деякі високопоставлені політики, такі як Карл Вайно, уникали виступів естонською мовою. Деякі з «єстонців» намагалися поліпшити свої навички, наприклад, Іван Кебін, який змінив ім'я на Йоганнеса Кебіна і помітно поліпшив володіння естонською мовою, проте більшість інших залишилися росіянами за культурою і мовою.

## Акцент
Їх відрізняло застосування правил російської вимови до початкової голосної літери «E» в естонських словах, яка у їх вимові перетворювалась в «є» ([je]), зокрема, переінакшення Eesti, eestlane і eestlased в Jeesti, jeestlane і jeestlased. Це також відбувалось з іншими словами, що починаються з голосної «E».

## Партійне оновлення
Як писав Март Лаар, серед членів Комуністичної партії Естонії (КПЕ) у 1946 році було 52 % росіян, 27 % місцевих естонців і 21 % єстонців. Москва не довіряла місцевим комуністам; і до 1952 році верхні ряди КПЕ в кінцевому підсумку стали зайняті росіянами і єстонцями. Під час хрущовської відлиги число етнічних естонців в КПЕ поступово збільшувалася, особливо в нижчих ланках, але все ж у 1966 році у ЦК КПЕ було лише близько 27 % місцевих естонців.
Іншою відмінністю між корінними і «російськими» естонцями був вік. Маючи надію на здобуття ширших прав у Радянському Союзі, багато молодих естонців, починаючи з 1956 року, приєдналися до КПЕ, у той час як єстонці були в переважно старшого покоління.

Критиками зневажливого ставлення до «єстонців» і негативної оцінки їхньої ролі відзначається, що ці люди багато зробили для розвитку Радянської Естонії:
Серед комуністів було багато гідних людей. Важко переоцінити те, що зробили для Естонії «єстонці»  Іван Кебін і  Федір Клемент. Нема за що соромитися і колишнім функціонерам КПЕ естонцям  Арнольду Рюйтелю і  Яаку Алліку. Перший дуже багато зробив для того, щоб естонське сільське господарство стало найефективнішим на колишньому радянському просторі, а селянин гідно отримував за свою працю. Другий сприяв підняттю рівня і авторитету естонської культури.— естонський і радянський економіст, академік АН Естонії  М. Л. Бронштейн 2002 рік